# 新宿西口站

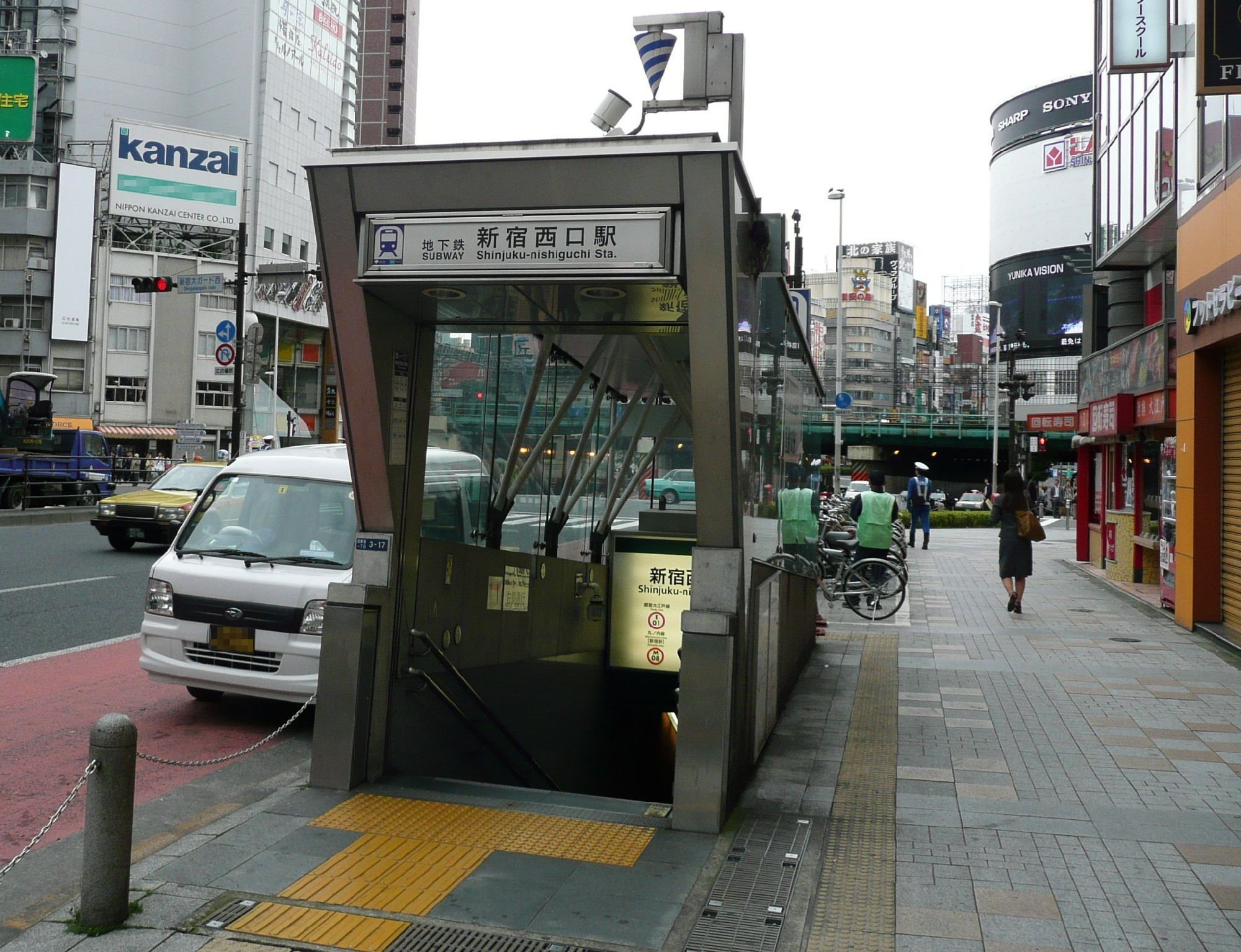
D4出入口（2010年5月29日）

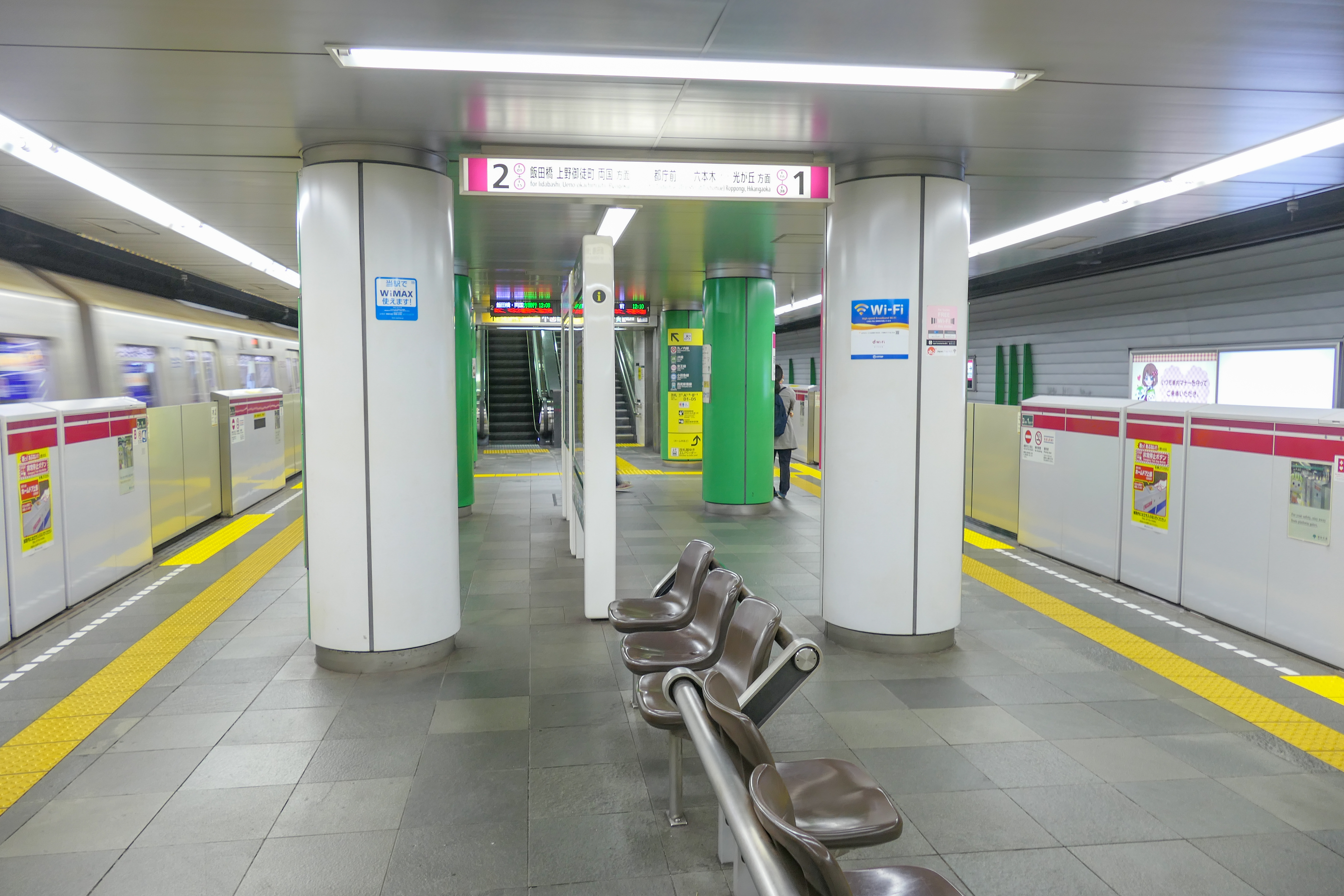
車站月台（2022年5月）

新宿西口站（日语：／ Shinjuku-nishiguchi eki */?）是位於日本東京都新宿區西新宿一丁目，屬於東京都交通局（都營地下鐵）大江戶線的鐵路車站。車站編號是E 01，雖然帶有「01」，但從來沒有任何列車在此站始發（所有列車都在相鄰的都廳前站（E 28）始發）。
開業時有「小田急百貨店前」的站名併稱，後來站名牌之下的併稱表示板撤去，設施資訊也不再廣播。後來一度再設置了「損保日本興亞本社前」的併稱表示板，但在2016年時再度撤去。

## 歷史
- 2000年（平成12年）12月12日：本站開業。
  - 計畫時本站暫名為「北新宿站」。
- 2012年（平成24年）10月：啟用月台門。
- 2016年（平成28年）4月1日：廢止上野御徒町站務管理所新宿西口站務區。飯田橋站－牛込神樂坂站間移交給巢鴨站務管區上野御徒町站務區，牛込柳町站 - 新宿西口站間移交給都廳前站務管區都廳前站務區。

## 車站構造
本站位於JR新宿站西口北側和西武新宿線西武新宿站之間的青梅街道、靖國通的地下。本站月台位於地下4樓，為島式月台1面2線設計。
本站的部分出口與丸之內線新宿站共用，因此可經車站非付費區通道換乘。此外，亦可到附近的新宿站換乘JR東日本、小田急、京王各線及到西武新宿站換乘西武新宿線。

### 月台配置
| 月台 | 路線     | 目的地                                 |
| ---- | -------- | -------------------------------------- |
| 1    | 大江戶線 | 都廳前、（都廳前轉乘）光丘、六本木方向 |
| 2    | 大江戶線 | 飯田橋、上野御徒町、兩國方向           |

（來源：都營地下鐵:車站構內圖 （页面存档备份，存于））

## 利用狀況
2017年度1日平均上下車人次為59,709人（上車人次31,136人、下車人次28,573人）。
開業以來1日平均上下車、上車人次變化如下表。
| 年度               | 1日平均 上下車人次 | 1日平均 上車人次 | 來源     |
| ------------------ | ------------------ | ---------------- | -------- |
| 2000年（平成12年） | 29,436             | 14,684           | [ * 1 ]  |
| 2001年（平成13年） | 37,524             | 19,136           | [ * 2 ]  |
| 2002年（平成14年） | 43,487             | 22,192           | [ * 3 ]  |
| 2003年（平成15年） | 46,811             | 24,193           | [ * 4 ]  |
| 2004年（平成16年） | 48,573             | 25,117           | [ * 5 ]  |
| 2005年（平成17年） | 50,471             | 26,233           | [ * 6 ]  |
| 2006年（平成18年） | 51,714             | 26,643           | [ * 7 ]  |
| 2007年（平成19年） | 53,685             | 27,800           | [ * 8 ]  |
| 2008年（平成20年） | 53,889             | 27,285           | [ * 9 ]  |
| 2009年（平成21年） | 51,604             | 26,798           | [ * 10 ] |
| 2010年（平成22年） | 52,035             | 27,045           | [ * 11 ] |
| 2011年（平成23年） | 51,059             | 26,487           | [ * 12 ] |
| 2012年（平成24年） | 53,072             | 27,592           | [ * 13 ] |
| 2013年（平成25年） | 54,489             | 28,411           | [ * 14 ] |
| 2014年（平成26年） | 56,005             | 29,220           | [ * 15 ] |
| 2015年（平成27年） | 58,220             | 30,466           | [ * 16 ] |
| 2016年（平成28年） | 58,663             | 30,583           | [ * 17 ] |
| 2017年（平成29年） | 59,709             | 31,136           |          |

## 車站周邊
- 青梅街道（東京都道4號東京所澤線、東京都道5號新宿青梅線）
- 靖國通
- 西武新宿站（西武新宿線）
- 新宿王子大飯店（日语：プリンスホテル）
- PePe（日语：PePe）西武新宿
- 新宿站（丸之內線、東日本旅客鐵道、京王電鐵、小田急電鐵各線）
- 小田急百貨店（日语：小田急百貨店）新宿店
- 小田急HALC

- Bic Camera新宿西口店

- 友都八喜新宿西口本店
- 新宿Palette大廈（地下部分連接本站）
- 新宿L大廈（日语：新宿エルタワー）

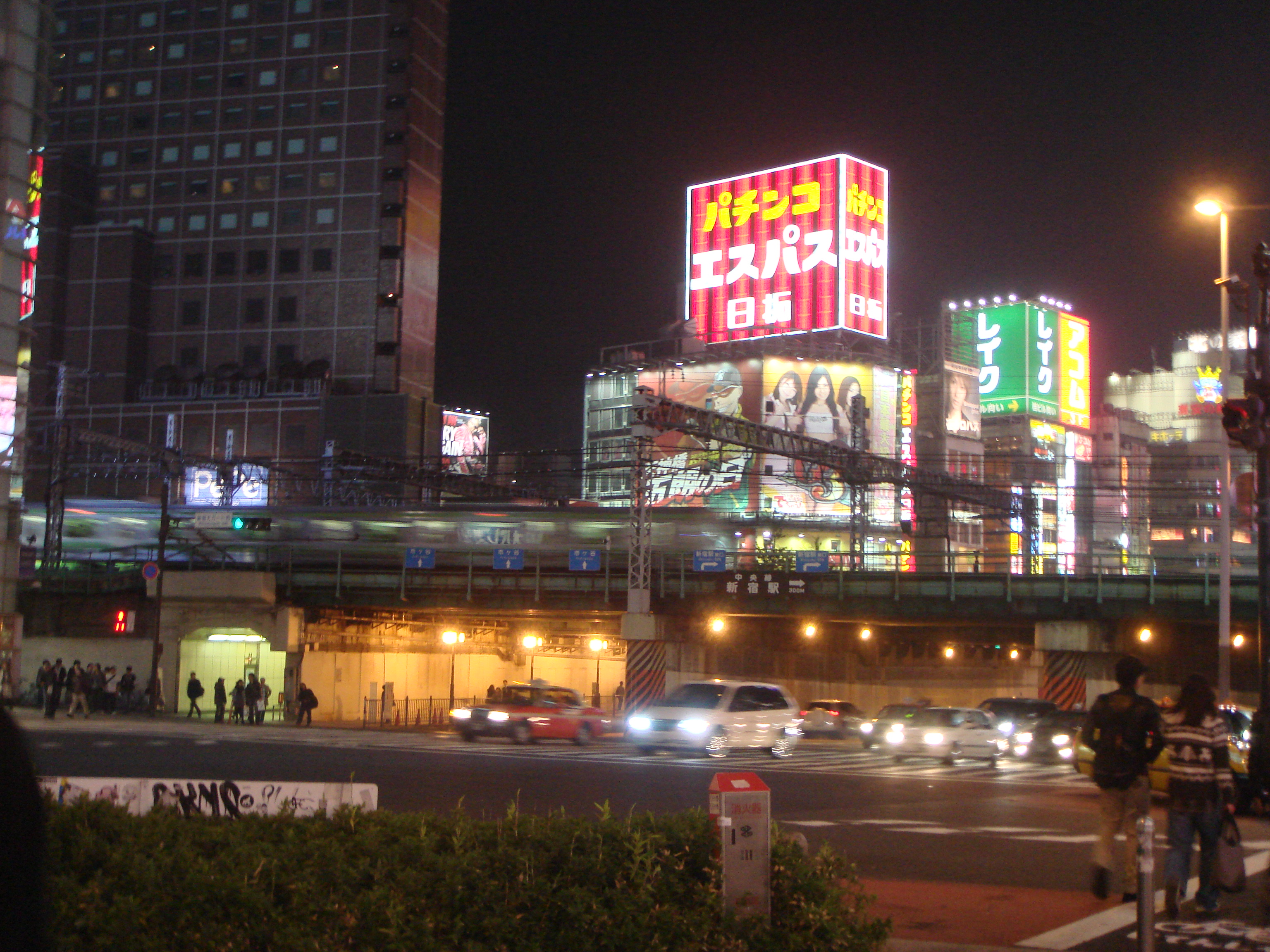
新宿大鐵橋
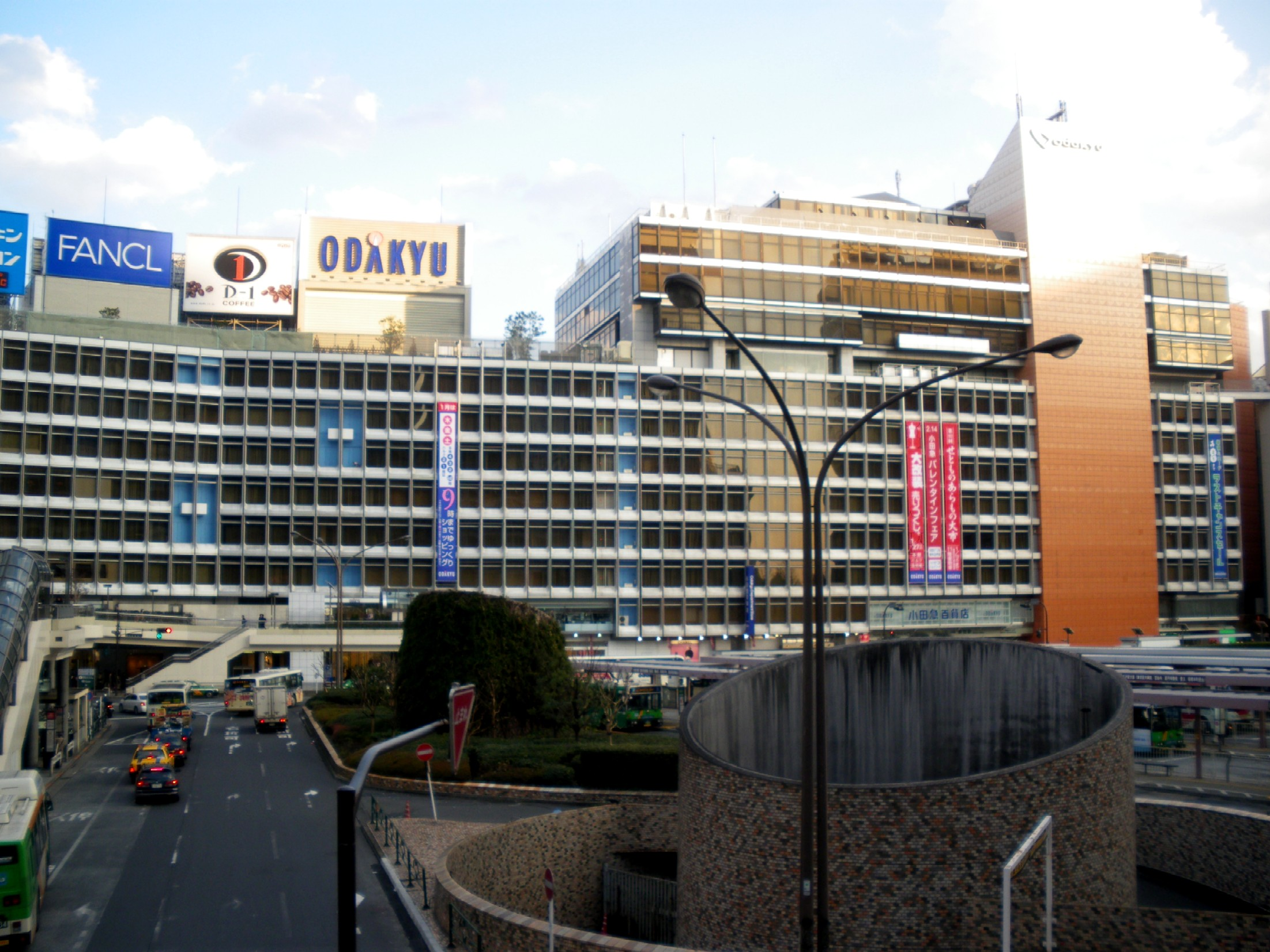
小田急百貨店新宿店
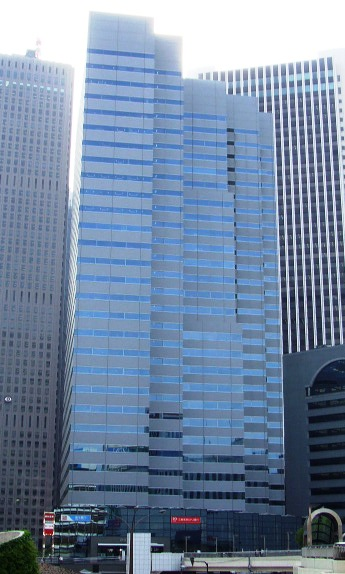
新宿L大廈

### 巴士路線
最接近本站的巴士站是位於D5出口附近的「新宿廣小路」停留所。該站所有路線均由關東巴士營運。
- 宿01：往新宿站西口／往小瀧橋（僅平日早晨）
- 宿01-1：經由新宿站西口往新宿西口（只限平日1班）
- 宿02：往新宿站西口／往丸山營業所（日语：関東バス丸山営業所）
- 宿05：往新宿站西口／經由堀越學園、中野站往野方站
- 宿07：往新宿站西口／往阿佐谷營業所（日语：関東バス阿佐谷営業所）（不經中野站）
- 宿08：往新宿站西口／經由落合站往中野站

此外，新宿站西口亦有多條巴士路線。

## 相鄰車站
都營地下鐵
 大江戶線
都廳前（E 28）－新宿西口（E 01）－東新宿（E 02）

### 來源
東京都統計年鑑
1. ↑  .   [2017-06-04]. （原始内容存档于2016-03-04）.
2. ↑  .   [2017-06-04]. （原始内容存档于2016-03-04）.
3. ↑  .   [2017-06-04]. （原始内容存档于2017-07-29）.
4. ↑  .   [2017-06-04]. （原始内容存档于2017-07-29）.
5. ↑  .   [2017-06-04]. （原始内容存档于2017-07-29）.
6. ↑  .   [2017-06-04]. （原始内容存档于2017-07-29）.
7. ↑  .   [2017-06-04]. （原始内容存档于2017-07-29）.
8. ↑  .   [2017-06-04]. （原始内容存档于2017-07-29）.
9. ↑  .   [2017-06-04]. （原始内容存档于2017-07-29）.
10. ↑  .   [2017-06-04]. （原始内容存档于2016-03-26）.
11. ↑  .   [2017-06-04]. （原始内容存档于2016-03-27）.
12. ↑  .   [2017-06-04]. （原始内容存档于2016-03-25）.
13. ↑  .   [2017-06-04]. （原始内容存档于2016-03-27）.
14. ↑  .   [2017-06-04]. （原始内容存档于2016-03-22）.
15. ↑  .   [2017-06-04]. （原始内容存档于2017-07-30）.
16. ↑  .   [2017-06-04]. （原始内容存档于2018-11-09）.
17. ↑  .   [2019-02-25]. （原始内容存档于2019-05-02）.

## 外部連結
- 新宿西口 - 東京都交通局